# Junta de los Ríos, Oaxaca
Junta de los Ríos är en ort i Mexiko.   Den ligger i kommunen Santa Catarina Juquila och delstaten Oaxaca, i den sydöstra delen av landet, 400 km sydost om huvudstaden Mexico City. Junta de los Ríos ligger 567 meter över havet och antalet invånare är 193.
Terrängen runt Junta de los Ríos är lite bergig. Runt Junta de los Ríos är det ganska tätbefolkat, med 65 invånare per kvadratkilometer. Närmaste större samhälle är San Miguel Panixtlahuaca, 17,7 km nordväst om Junta de los Ríos. I omgivningarna runt Junta de los Ríos växer huvudsakligen savannskog.